# 일렉트릭보이
〈일렉트릭보이〉(エレクトリックボーイ, Electric Boy)은 카라의 일본 7번째 싱글이다. 편곡이 인상 깊은 강력한 디스코 튠! 소녀의 천진난만함을 남기는 미스터에서 호쾌한 연애를 추구 성인 여성을 그린 '일렉트릭 보이'에 화려한 변화를 선 보인 KARA의 싱글이다. 발매에 앞서, 10월 8일 오키나와에서 열리는 올해 마지막 여름 페스티벌 "SIGMA FES 2012 in OKINAWA"에서 첫 무대를 가졌다.
10월 17일에 도쿄 신 키바의 STUDIO COAST에서 7th 싱글 "일렉트릭 보이 '의 발매 기념 이벤트를 개최 1,500 명의 팬들 앞에서 DJ 플레이를 최초 공개했다.

## 수록곡

### 첫회 한정반A
1. エレクトリックボーイ(일렉트릭 보이) [3:23]
  - 작사：Line Krogholm, Shalamon Baskin, Mikko Tamminen, Faya, EMYLI, 작곡：Line Krogholm, Shalamon Baskin, Mikko Tamminen 편곡：
2. オリオン(오리온) [5:36]
  - 작사：Simon Isogai 작곡：Simon Isogai 편곡：Simon Isogai
3. エレクトリックボーイ (Instrumental) (일렉트릭 보이 (Instrumental))
4. オリオン (Instrumental) (오리온 (Instrumental))

DVD
1. 일렉트릭 보이(Music Clip)

DJ 플레이에 도전 한 KARA 지영, 니콜, 규리, 승연,하라

2. 일렉트릭 보이(Dance Shot Ver.)
3. 일렉트릭 보이(Music Clip 오프 쇼트)

### 첫회 한정반B
1. エレクトリックボーイ
2. オリオン
3. エレクトリックボーイ（Instrumental）
4. オリオン（Instrumental）

포토북
1. 28P 사진집

### 첫회 한정반C
1. エレクトリックボーイ
2. オリオン
3. エレクトリックボーイ (Instrumental)
4. オリオン (Instrumental)
5. Pandora(Bonus Track)*韓国語曲 (판도라) [3:11]
  - 작사：송수윤 작곡: 한재호, 김승수, 유에(YUE)